# Acronicta altaica
Acronicta altaica är en fjärilsart som beskrevs av Otto Staudinger 1901. Acronicta altaica ingår i släktet Acronicta och familjen nattflyn. Inga underarter finns listade i Catalogue of Life.